# Orius laevigatus
Orius Laevigatus es una especie de hemíptero heteróptero coleóptero homeóptero de la familia de los antocóridos (Anthocoridae), utilizado en agricultura para luchar contra insectos dañinos para los cultivos, principalmente trips (Frankliniella occidentalis) y mosca blanca (Bemisia tabaci).
A raíz de las [limitaciones] de la Unión Europea al uso de plaguicidas de síntesis, por los problemas de residuos en [los] productos hortofrutícolas, la lucha integrada y el uso de insectos y ácaros depredadores [está] tomando mayor importancia en la agricultura de la Unión Europea y Estados Unidos. De este modo los productos agrícolas contienen menos de plaguicidas. 
Existen varias casas comerciales que se dedican a la cría y distribución de Orius en el ámbito agrícola, utilizándose en los cultivos de modo combinado con el ácaro Amblyseius swirskii y el himenóptero Eretmocerus mundus.
- Datos: Q6052991
- Multimedia: Orius laevigatus / Q6052991